# Millsodon
Millsodon is een geslacht van uitgestorven zoogdieren uit de orde Haramiyida, dat leefde tijdens het Jura (om precies te zijn in het Laat-Bathonien) in Dorset en Oxfordshire (Engeland). Er zijn drie exemplaren van bekend, alle molariforme tanden, waarvan BM(NH) M46645 het holotype is en BMNH M46183 het paratype; een toegewezen specimen is BDUC J 3. De enige soort M. superstes is beschreven door Butler & Hooker (2005). Het geslacht is benoemd naar wijlen Professor John R.E. Mills, die veel heeft bijgedragen aan de interpretatie van zoogdiertanden uit het Mesozoïcum en een van de oorspronkelijke beschrijvers van het paratype was, met het Griekse woord οδους, οδοντος (tand). De soortaanduiding, superstes, is Latijn voor 'overlever'. Het is nog onduidelijk bij welke familie Millsodon hoort.